# Невена Панова
Невена Панова българска възрожденска учителка и революционерка, деятелка на Вътрешната македоно-одринска революционна организация.

## Биография
Невена Панова е родена през 1879 година в Търново в учителското семейство на Христо Панов и Кинка Обрешкова. Племенница е на учителката и революционерка Елена Грънчарова. Началното си образование получава последователно в няколко училища в Търново, след което, през 1896 г. завършва общинското девическо училище (от 1 ноември 1897 известно като Търновска девическа гимназия).
В края на следването си, след едно прочувствено слово на директора на гимназията за поробените българи извън границите на Отечеството, и последвалия въпрос какво смятат да правят след завършването си, тя решава: „Ще стана учителка на поробените българи!“. Въпреки молбата на майка си да остане в Търново и да се задоми, тя решава да изпълни това, което е заявила на директора на гимназията.

### Одрин
На 17 години, след като получава стипендия от Екзархията, заминава за Цариград за да продължи образованието си. Пристига в там точно по времето на голямото арменско клане, при което са зверски убити повече от 30 000 арменци. Невъзможно е да се продължи обучението там и поради това разпръскват ученичките по околните градове. Така Невена Панова попада във френското училище „Света Елена“ в Одрин, където освен основните предмети изучава пиано, рисуване и ръкоделие. През 1897 г. създава първото Женско дружество Надежда – дружество с културно-просветна цел. В училището остава две години, през които завършва целия четири годишен курс.
През 1898 г. завършва курса на френското училище и на 19-годишна възраст е назначена за учителка и надзирателка в българския девически пансион в Одрин, където преподава френски език, ръкоделие и математика.

### През Скопие
По онова време българите водят борба не само против турските поробители, но и против сръбските и гръцките домогвания. Със султански ферман е позволено на българите да имат владици в Скопие, Битоля, Охрид, Струмица и в други градове. Сърбите отварят множество училища в Македония и Екзархията, за да укрепи българщината, решава да прати още учители. Сред тези учители е и Невена Панова. За да започне работа като учителка, тя трябва да бъде одобрена от директора на гимназията, владиката и на българския консул. За нейно нещастие владиката Синесий без да я изслуша решава да не я приеме.

### Към Сяр
След като ставя ясно, че няма да работи като учителка в Скопие, Екзархията в 1900 година я изпраща в Сяр. На път за там се отбива в Солун, където се запознава с бъдещия си съпруг – революционния деец Стефан Константинов, за когото пренася документи на революционната организация. По това време в сярската махала Каменица съществуват две училища основното и педагогическото училище с директор Сребрен Поппетров, а девическото класно училище е наскоро преместено в града. В учебната 1900/1901 година е учителка в Сярското българско девическо класно училище.
Заварва пансиона в окаяно състояние и указва голяма помощ за подобряването на материалната база и на нивото на образованието там. Създава спретнати униформи на ученичките, учи ги на обноски, говори им за народните обичаи и традиции.
През 1901 г. получава революционното си кръщене и задно с Цв. Божова започва активно да помага на организацията, като съхранява писма, документи, пари и оръжие. Същата година се омъжва за Стефан Константинов, човек изключително начетен и образован – завършил педагогически курсове в Солун, Висшето училище в София, а по-късно и правен факултет в Швейцария.

### Отново в Горна Оряховица
След края на учебната година Невена Панова заминава обратно по родните места. Майка ѝ живее вече при родителите си в Горна Оряховица. Там се среща със съпруга си, който е назначен за член на окръжния съд в Плевен, а след няколко месеца – на Ломския окръжен съд. В Лом Невена Панова основава македонското женско дружество, което е създадено с културно-просветна цел. Същото често е посещавано и от Райна Дрангова – съпругата на Борис Дрангов, който е офицер в артилерийски полк там. По-късно мъжът ѝ е назначен последователно в Плевен и Търново и тя неотклонно го следва и участва активно в културния и просветен живот.

### Отново в поробена Македония
След като няколко години остава в свободна България, заедно с болната си майка и двете си деца, решава да последва съпруга си. Изпратен по революционна работа там, а официално е назначен на служба в Охрид. По-късно със семейството си се премества в Солун, а година след това се връща отново в България. При обявяването на Балканската война (1912 – 1913) г. съпругът ѝ, въпреки че е освободен по болест от военна служба, се записва доброволец и по-късно загива в околностите на Сяр.
В на 77-годишна възраст написва своите спомени. Умира през 1966 г. в София.